# Bernhard von Grünberg

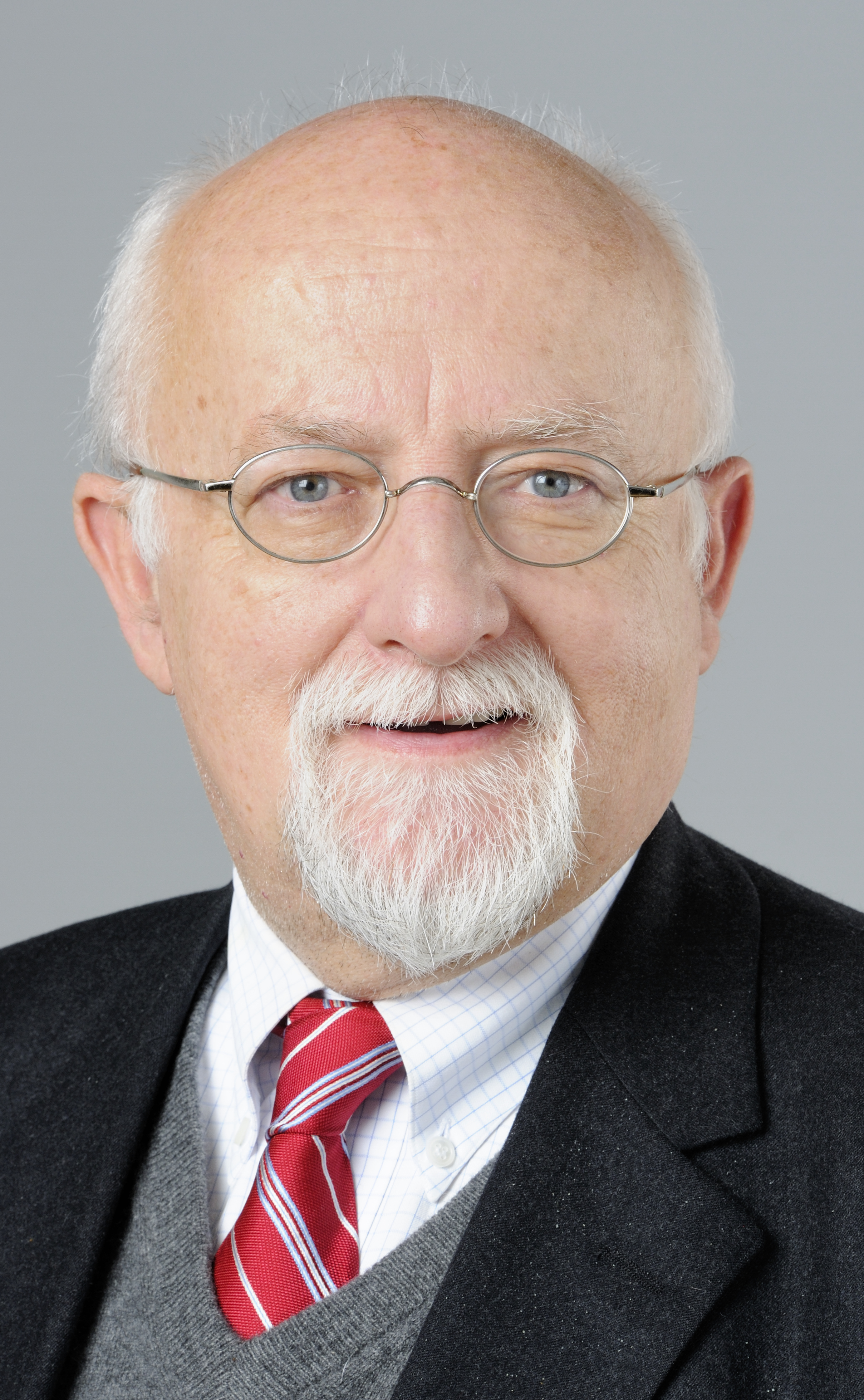
Bernhard von Grünberg (2013)

Bernhard von Grünberg (* 5. Juli 1945 in Halle/Saale) ist ein deutscher Politiker (SPD). Er war 2000–2005 und 2010–2017 Landtagsabgeordneter in Nordrhein-Westfalen.

## Leben und Beruf
Bernhard von Grünberg ist Sohn des Staatswissenschaftlers und NPD-Gründungsvorstandes Hans-Bernhard von Grünberg und seiner Ehefrau Hinata von Grünberg, geb. von Massow. Er studierte nach dem Abitur 1967 von 1967 bis 1972 Betriebswirtschaft und Jura an den Universitäten Bochum, Genf und Bonn. Das Zweite Staatsexamen legte er 1975 ab. Von 1975 bis 1976 war von Grünberg als Rechtsanwalt tätig. Von 1977 bis 1983 war er Geschäftsführer des Verbandes gemeinwirtschaftlicher Unternehmen für Städtebau und Wohnungswesen. Von 1975 bis 1984 und wieder seit 2010 ist er Vorsitzender des Deutschen Mieterbundes Bonn/Rhein-Sieg/Ahr e. V. Dazwischen war er als Geschäftsführer und Rechtsberater für den Verein tätig.
Seit 1970 ist er SPD-Mitglied. Seit 1971 hält er jeden Donnerstag eine ehrenamtliche Mieter- und Sozialberatung ab.  Am 23. Juni 2009 erhielt er für dieses jahrzehntelange Engagement sowie für seinen Einsatz für Arme, Zuwanderer und Behinderte das Verdienstkreuz am Bande des Verdienstordens der Bundesrepublik Deutschland.

## Abgeordneter
Bei der Bundestagswahl 1994 trat von Grünberg als Direktkandidat im Wahlkreis Bonn an, erreichte jedoch nur 37,2 Prozent der Erststimmen und musste sich somit der CDU-Kandidatin Editha Limbach geschlagen geben.
Vom 2. Juni 2000 bis 2. Juni 2005 war von Grünberg direkt gewähltes Mitglied des Landtags von Nordrhein-Westfalen für den Wahlkreis 33 Bonn II. In dieser Legislaturperiode regierten das Kabinett Clement II und das Kabinett Steinbrück, beides rot-grüne Koalitionen. Bei der Landtagswahl in Nordrhein-Westfalen 2010 wurde er erneut in den Landtag gewählt (Kabinett Kraft I). Bei der Wahl 2012 gewann er den Wahlkreis deutlich vor dem CDU-Spitzenkandidaten Norbert Röttgen. Er war bis 2017 direkt im Landtagswahlkreis Bonn I gewählter Abgeordneter. Zur Landtagswahl 2017 kandidierte er nicht mehr.
Er war integrationspolitischer Sprecher der SPD-Fraktion sowie Mitglied des Petitionsausschusses, zuvor auch der Enquete-Kommission Wohnungswirtschaftlicher Wandel und neue Finanzinvestoren. Mitglied des Bonner Stadtrats war er von 1975 bis 1999 und von 2004 bis 2010. Am 30. Juni 2010 war er als Delegierter des Landtags Mitglied der vierzehnten Bundesversammlung.

## Privates
Er ist verheiratet mit der Literaturwissenschaftlerin Maria, geb. Esfathiou, einer Griechin. Seine Bonner Wohnung beherbergt eine Sammlung von Kunstgegenständen.

## Weitere Ämter
- Aufsichtsrat der UNO-Flüchtlingshilfe e. V.[7]
- Vorsitzender des Deutschen Mieterbundes Bonn/Rhein-Sieg/Ahr e. V.
- Mitinitiator der Aktion Courage